# Crithagra gularis
El serín gris o serín de cabeza estriada (Crithagra gularis) es una especie de ave paseriforme de la familia Fringillidae propia de África austral y central.

## Descripción

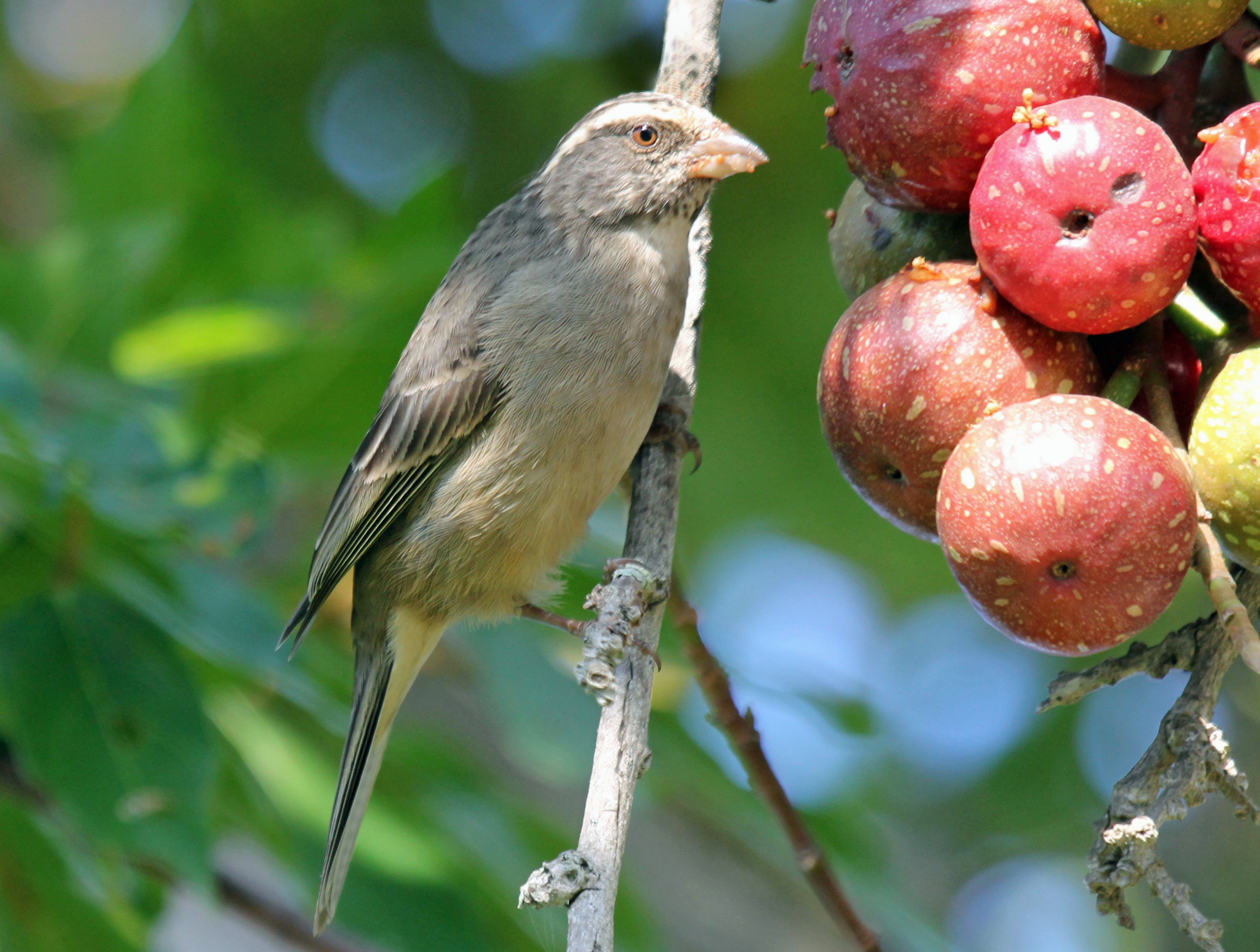
Ejemplar en Sudáfrica.

El serín gris mide de 13 a 14 cm de largo. Las partes superiores del adulto son parduzcas con un leve veteado y el obispillo marrón liso. En la cabeza tiene el píleo finamente veteado de blanco, el rostro oscuro, y una lista superciliar y la barbilla blancas. Las partes inferiores son grisáceas. Ambos sexos son similares, pero algunas hembras presentan un leve veteado en el pecho.

## Taxonomía
Anteriormente se consideraba conespecífico del serín de pecho estriado (Crithagra canicapilla), pero actualmente se consideran especies separadas. Ambos, como otras muchas especies, se clasificaban en el género Serinus, hasta que los estudios genéticos determinaron que era polifilético, por lo que se escindió trasladando la mayoría de las especies al género Crithagra.
Se reconocen cinco subespecies, que difieren principalmente en el tono de sus partes inferiores y su dorso:
- C. g. benguellensis - (Reichenow, 1904)
- C. g. endemion - (Clancey, 1952)
- C. g. gularis - (Smith, A, 1836)
- C. g. humilis - (Bonaparte, 1850)
- C. g. mendosa - (Clancey, 1966)

## Distribución y hábitat
Es un pájaro sedencario que vive principalmente en el África austral, aunque también se encuentra diseminado por algunas zonas de África central. Su hábitat son los matorrales y las arboledas abiertas, incluido la sabana, y jardines. Construye un nido compacto en forma de cuenco en un arbusto.